# جراردو آکوستا
جراردو آکوستا (انگلیسی: Gerardo Acosta؛ زادهٔ ۲۲ فوریهٔ ۱۹۸۴) بازیکن فوتبال اهل اروگوئه است.
از باشگاه‌هایی که در آن بازی کرده‌است می‌توان به باشگاه فوتبال ناسیونال اروگوئه اشاره کرد.